# Komuna e Kumanit
Komuna e Kumanit är en kommun i Albanien.   Den ligger i prefekturen Qarku i Fierit, i den centrala delen av landet, 70 km söder om huvudstaden Tirana.
Trakten runt Komuna e Kumanit består till största delen av jordbruksmark.  Runt Komuna e Kumanit är det ganska tätbefolkat, med 199 invånare per kvadratkilometer.